# 第一次臨時行政調査会
第一次臨時行政調査会（だいいちじりんじぎょうせいちょうさかい）は、1961年に発足し、行政改革についての審議を行った。会長を務めた佐藤喜一郎の名前から「佐藤臨調」とも呼ばれる。

## 概要
臨時行政調査会設置法の公布に伴い、1961年11月9日に総理府に設置。ただし、実際に委員が任命され、初会合が開催されたのは翌1962年2月であることから、1962年に設置されたとされることも多い。
1964年9月29日に答申された「行政改革に関する意見書」では、後の行政手続法につながる行政手続法制定や内閣府の設置といった、後に実現する行政改革に関する基本的な提案が含まれている。

## 委員
- 佐藤喜一郎（会長） - 三井銀行会長
- 高橋雄豺（会長代行） - 読売新聞副社長
- 安西正夫 - 昭和電工社長
- 今井一夫 - 国家公務員共済組合連合会理事長
- 太田薫 - 日本労働組合総評議会議長
- 花井忠 - 弁護士、元検事総長
- 蠟山政道 - 国際基督教大学教授